# 賓州
賓州（ひんしゅう）は、中国にかつて存在した州。唐代から民国初年にかけて、現在の広西チワン族自治区南寧市北東部に設置された。

## 概要
631年（貞観5年）、唐により南方州の嶺方・琅邪・思干と南尹州の安城県を分割して賓州が置かれた。742年（天宝元年）、賓州は安城郡と改称された。757年（至徳2載）、安城郡は嶺方郡と改称された。758年（乾元元年）、嶺方郡は賓州の称にもどされた。賓州は嶺南道の桂管十五州に属し、嶺方・琅邪・保城の3県を管轄した。
972年（開宝5年）、ひとたび賓州は廃止されて邕州に編入された。973年（開宝6年）、再び賓州が置かれた。宋の賓州は広南西路に属し、嶺方・遷江・上林の3県を管轄した。
元のとき、賓州は湖広等処行中書省に属し、嶺方・上林・遷江の3県を管轄した。
明のとき、賓州は柳州府に属し、遷江・上林の2県を管轄した。
1725年（雍正3年）、賓州は直隷州に昇格し、広西省に属し、来賓・武宣・遷江・上林の4県を管轄した。1734年（雍正12年）、賓州は思恩府に転属し、管轄県を持たなくなった。
1912年、中華民国により賓州は廃止され、賓県と改められた。